# Élections générales yukonnaises de 1985
L'élection générale yukonnaise de 1985 fut tenue le 13 mai 1985 afin d'élire les 16 députés à l'Assemblée législative du territoire canadienne du Yukon. Le Nouveau Parti démocratique, dirigé par Tony Penikett, défait le Parti progressiste-conservateur et forme un gouvernement égale avec 8 sièges. Le Parti progressiste-conservateur du premier ministre Willard Phelps qui avais remplacé Chris Pearson en Mars 1985, est défait et remporte 6 sièges. Le Parti libéral de Roger Coles fait un retour à l'assemblée l'emporte également 2 sièges.

## Résultats
| Parti | Parti                      | Chef           | # de candidats | Sièges | Sièges | Sièges  | Voix | Voix   | Voix    |
| ----- | -------------------------- | -------------- | -------------- | ------ | ------ | ------- | ---- | ------ | ------- |
| Parti | Parti                      | Chef           | # de candidats | 1982   | Élus   | % Diff. | #    | %      | % Diff. |
|       | Nouveau Parti démocratique | Tony Penikett  |                | 6      | 8      | +33 %   |      | 41,1 % |         |
|       | Progressiste-conservateur  | Willard Phelps |                | 10     | 6      | -40 %   |      | 46,9 % |         |
|       | Libéral                    | Roger Coles    |                | 0      | 2      | N/A %   |      | 7,6 %  |         |
|       | Indépendant                | Indépendant    |                | -      | -      | 0%      |      | 4,4 %  |         |
| Total | Total                      | Total          |                | 16     | 16     | -       |      | 100 %  |         |